# Kieran Webster
Kieran Webster (* 12. Juli 1997 in Perth) ist ein schweizerisch-australischer Eishockeyspieler, der seit 2023 erneut bei Perth Thunder in der Australian Ice Hockey League unter Vertrag steht und im Südhalbkugelsommer 2017/18 in der Schweiz spielte.

## Karriere
Kieran Webster begann seine Karriere als Eishockeyspieler beim EV Dielsdorf-Niederhasli und schloss sich 2011 EHC Bülach an, in dessen zweiter U15-Mannschaft er ein Jahr spielte. 2013 kehrte er in seine Geburtsstadt Perth zurück, wo er zunächst bei den West Coast Flyers in der West Australian Superleague (bis 2015) und seit 2014 auch bei den Perth Pelicans aus der Australian Junior Ice Hockey League (bis 2014) und Perth Thunder aus der Australian Ice Hockey League spielte. Für Perth Thunder spielte er zunächst bis 2019. 2019 wurde er zum „Local Player of the Year“ der AIHL gewählt. Daneben stand er im Südhalbkugelsommer von 2015 bis 2017 bei den Vermont Lumberjacks aus der US-amerikanischen Eastern Hockey League auf dem Eis. Im Südhalbkugelsommer 2017/18 spielte er für Lenzerheide-Valbella und den EHC Arosa in der Schweiz. Nachdem er von 2020 bis 2022 erneut bei den West Coast Flyers in der Western Australian Super League gespielt hatte, kehrte er zu Perth Thunder zurück.

### International
Für Australien nahm Webster im Juniorenbereich an den U18-Weltmeisterschaften der Division III 2014 und der Division II 2015 sowie den U20-Weltmeisterschaften der Division II 2015, 2016 und 2017 teil. 
Im Herrenbereich stand er erstmals bei den Weltmeisterschaften der Division II 2017 im Aufgebot seines Landes. Auch 2018, 2019, 2023, 2024 und 2025 stand er in der Division II auf dem Eis.

## Erfolge und Auszeichnungen
- 2014 Aufstieg in die Division II, Gruppe B, bei der U18-Weltmeisterschaft der Division III, Gruppe A
- 2019 Local Player of the Year der Australian Ice Hockey League